# 平行母亲
《平行母亲》（西班牙語：Madres paralelas）是2021年西班牙剧情片，由佩德罗·阿尔莫多瓦尔执导兼编剧，佩内洛普·克鲁兹、米莱娜·斯密特、伊斯雷尔·埃莱哈尔德、艾塔娜·桑切斯-希洪、朱丽叶·塞拉诺和罗茜·德·帕尔马主演。影片于2021年9月1日作为第78屆威尼斯影展开幕片全球首映，9月10日由索尼影业国际发行在西班牙上映，2021年10月8日作为2021年纽约电影节闭幕片上映。

## 剧情
摄影师雅妮丝·马丁内斯为知名法医考古学家亚瑟拍大片。完成工作后，雅妮丝问亚瑟能不能动用他的基金会挖掘自己家乡的萬人塚，找寻西班牙内战期间遇害的曾祖父及战友在当地的坟墓，得到对方同意，并一起过夜，尽管对方有一个正在接受化疗的妻子。几个月后，雅妮丝怀孕。她违背亚瑟的意愿，决定把孩子留下来，独自抚养。
雅妮丝后来和年轻单身女子安娜同一间产房，而且还同时生下孩子。医院将两人的孩子留下来做进一步检查后，两位妈妈出院，此后走上截然不同的道路。尽管如此，两位妈妈还是保持联系，定期分享孩子的进展。亚瑟来到雅妮丝家，要看孩子塞西莉亚，结果起了疑心，怀疑孩子不是自己的。雅妮丝做了亲子鉴定，结果显示塞西莉亚不是自己的亲生女儿，但她也没把结果告诉任何人。
几个月后，雅妮丝来到家附近的一家咖啡馆，恰巧安娜也在那里上班，彼时安娜已经搬出母亲家独自居住。雅妮丝邀请安娜到家中做客，安娜伤心地说她的孩子安妮塔猝死了。雅妮丝找她要安妮塔的照片，证实了自己的疑虑，确认医院换了她和安娜的孩子。
雅妮丝后来让安娜到自己家做保姆，负责看家和照顾孩子，借机搜集安娜和塞西莉亚的唾液样本作亲子鉴定，结果证实两人是母女。安娜后来透露自己怀孕是因为被同班同学轮奸，父亲不想丑闻外扬，要她沉默。雅妮丝和安娜的包养关系随后演变位随意的性关系，但雅妮丝没有完全向对方承诺自己会完全负责，尽管对方想要更多。
不久后，亚瑟带来了基金会批准开挖坟墓的消息，同时表示妻子的癌症已经痊愈，目前和他分居。两人到镇上彻夜狂欢，安娜嫉妒不已。彼时安娜母亲应她过来陪伴，期间向雅妮丝坦承自己不是个称职的母亲，过分执着于当演员的梦想。
雅妮丝最终把真相告诉给安娜，安娜非常愤怒，晚上趁雅妮丝不注意把孩子带走。雅妮丝打电话给亚瑟，把消息告诉给他，他过来安慰，顺便一起过夜。第二天早上，已经冷静下来的安娜打电话给雅妮丝，表示允许雅妮丝过来看塞西莉亚，还说雅妮丝已经融入了她的生活。
又过了几个月，雅妮丝带着亚瑟回到家乡，亚瑟从她还在世的亲戚那里搜集坟墓的消息，准备与团队一起开挖。随后安娜带着塞西莉亚过来，雅妮丝告诉她自己已经怀孕三个月。安娜问她要给宝宝起什么名字，雅妮丝说如果是女孩就叫安娜，如果是男孩就叫安东尼奥（曾祖父的名字）。挖掘工作十分成功，村民们聚集在坟墓旁，悼念去世的至亲。

## 阵容
- 佩内洛普·克鲁兹 饰 雅妮丝·马丁内斯·莫雷诺（Janis Martínez Moreno）
- 艾塔娜·桑切斯-希洪 饰 特蕾莎·费雷拉斯（Teresa Ferreras）
- 米莱娜·斯密特（西班牙语：Milena Smit） 饰 安娜·曼索·费雷拉斯（Ana Manso Ferreras）
- 伊斯雷尔·埃莱哈尔德（西班牙语：Israel Elejalde） 饰 亚瑟（Arturo）
- 朱丽叶·塞拉诺（英语：Julieta Serrano） 饰 布丽希达（Brígida）
- 罗茜·德·帕尔马（英语：Rossy de Palma） 饰 埃莱娜（Elena）
- 丹妮拉·圣地亚哥（西班牙语：Daniela Santiago）[4] 饰 模特
- 安娜·佩莱泰罗[5] 饰 模特
- 阿德尔法·卡尔沃（英语：Adelfa Calvo） 饰 布丽希达的外甥
- 安妮娜·圣塔玛利亚（英语：Ainhoa Santamaría）[6] 饰 保姆

## 制作
2021年2月，消息指佩德罗·阿尔莫多瓦尔正准备执导新片《平行母亲》，由佩内洛普·克鲁兹、伊斯雷尔·埃莱哈尔德、朱丽叶·塞拉诺和罗茜·德·帕尔马主演。2021年3月12日，消息指导演计划让安雅·泰勒-喬伊加入主创团队。
主体拍摄于2021年3月21日在西班牙马德里开始，4月22日结束。

## 发行
2021年2月4日，百代電影公司买下影片英国发行权。4月23日，索尼经典电影买下美国、澳大利亚和新西兰发行权。影片定于2021年9月1日在第78屆威尼斯影展全球首映，9月10日在西班牙上映，12月24日登陆美国。
影片剧院发行海报出现了女性哺乳期的乳头，被Instagram按照裸体内容规则删除。此举遭到解放乳头运动批评，最终促使Instagram道歉，恢复有关内容。

## 评价
影片在威尼斯电影节开幕夜首映时，全场观众起立鼓掌九分钟。
汇总媒体烂番茄根据20条评论打出100%的新鲜度，平均得分8.3/10。Metacritic根据11评论打出加权平均分85/100，表示“普遍好评”。

## 奖项
| 年份                   | 典礼           | 奖项                 | 获得者                                                                                         | 结果 | 参考          |
| ---------------------- | -------------- | -------------------- | ---------------------------------------------------------------------------------------------- | ---- | ------------- |
| 威尼斯电影节           | 2021年9月11日  | 金獅獎               | 佩德罗·阿尔莫多瓦尔                                                                            | 提名 | [ 22 ]        |
| 威尼斯电影节           | 2021年9月11日  | 酷兒獅獎             | 佩德罗·阿尔莫多瓦尔                                                                            | 提名 | [ 22 ]        |
| 威尼斯电影节           | 2021年9月11日  | 沃爾庇杯最佳女演員獎 | 佩内洛普·克鲁兹                                                                                | 獲獎 | [ 22 ]        |
| 好莱坞媒体音乐奖       | 2021年11月17日 | 最佳独立外语片配乐   | 佩德罗·阿尔莫多瓦尔                                                                            | 獲獎 | [ 23 ]        |
| 法尔克奖               | 2021年12月11日 | 最佳影片             | 最佳影片                                                                                       | 提名 | [ 24 ]        |
| 法尔克奖               | 2021年12月11日 | 最佳影片女演员       | 佩内洛普·克鲁兹                                                                                | 提名 | [ 24 ]        |
| 法尔克奖               | 2021年12月11日 | 最具教育意义电影     | 最具教育意义电影                                                                               | 提名 | [ 24 ]        |
| 洛杉磯影評人協會       | 2021年12月18日 | 最佳女主角           | 佩内洛普·克鲁兹                                                                                | 獲獎 | [ 25 ]        |
| 洛杉磯影評人協會       | 2021年12月18日 | 最佳配乐             | 阿尔贝托·伊格莱西亚斯                                                                          | 獲獎 | [ 25 ]        |
| 國家影評人協會         | 2022年1月8日   | 最佳女主角           | 佩内洛普·克鲁兹                                                                                | 獲獎 | [ 26 ]        |
| 國家影評人協會         | 2022年1月8日   | 最佳剧本             | 佩德罗·阿尔莫多瓦尔                                                                            | 亚军 | [ 26 ]        |
| 金球獎                 | 2022年1月9日   | 最佳外語片           | 《平行母亲》                                                                                   | 提名 | [ 27 ]        |
| 金球獎                 | 2022年1月9日   | 最佳原创配乐         | 阿尔贝托·伊格莱西亚斯                                                                          | 提名 | [ 27 ]        |
| 聖地牙哥影評人協會     | 2022年1月10日  | 最佳女主角           | 佩内洛普·克鲁兹                                                                                | 獲獎 | [ 28 ] [ 29 ] |
| 聖地牙哥影評人協會     | 2022年1月10日  | 最佳原创剧本         | 佩德罗·阿尔莫多瓦尔                                                                            | 提名 | [ 28 ] [ 29 ] |
| 聖地牙哥影評人協會     | 2022年1月10日  | 最佳外语片           | 最佳外语片                                                                                     | 獲獎 | [ 28 ] [ 29 ] |
| 旧金山影评人协会       | 2022年1月10日  | 最佳女主角           | 佩内洛普·克鲁兹                                                                                | 提名 | [ 30 ] [ 31 ] |
| 旧金山影评人协会       | 2022年1月10日  | 最佳外语片           | 最佳外语片                                                                                     | 提名 | [ 30 ] [ 31 ] |
| 奥斯汀影评人协会       | 2022年1月11日  | 最佳女主角           | 佩内洛普·克鲁兹                                                                                | 提名 | [ 32 ] [ 33 ] |
| 奥斯汀影评人协会       | 2022年1月11日  | 最佳国际影片         | 最佳国际影片                                                                                   | 提名 | [ 32 ] [ 33 ] |
| 多伦多影评人协会       | 2022年1月16日  | 最佳女主角           | 佩内洛普·克鲁兹                                                                                | 亚军 | [ 34 ]        |
| 澳大利亞影視藝術學院獎 | 2022年1月28日  | 最佳女主角           | 佩内洛普·克鲁兹                                                                                | 提名 | [ 35 ] [ 36 ] |
| 费罗兹奖               | 2022年1月29日  | 最佳剧情片           | 奥古斯丁·阿尔莫多瓦、埃丝特·加西亚                                                             | 提名 | [ 37 ]        |
| 费罗兹奖               | 2022年1月29日  | 最佳导演             | 佩德罗·阿尔莫多瓦尔                                                                            | 提名 | [ 37 ]        |
| 费罗兹奖               | 2022年1月29日  | 最佳影片女主角       | 佩内洛普·克鲁兹                                                                                | 提名 | [ 37 ]        |
| 费罗兹奖               | 2022年1月29日  | 最佳影片女配角       | 艾塔娜·桑切斯-希洪                                                                             | 獲獎 | [ 37 ]        |
| 费罗兹奖               | 2022年1月29日  | 最佳影片女配角       | 米莱娜·斯密特                                                                                  | 提名 | [ 37 ]        |
| 费罗兹奖               | 2022年1月29日  | 最佳原创音乐         | 阿尔贝托·伊格莱西亚斯                                                                          | 獲獎 | [ 37 ]        |
| 费罗兹奖               | 2022年1月29日  | 最佳预告片           | 阿尔伯特·利尔（Alberto Leal）                                                                  | 提名 | [ 37 ]        |
| 费罗兹奖               | 2022年1月29日  | 最佳海报             | 哈维尔·杰恩（Javier Jaén，海报A）                                                              | 獲獎 | [ 37 ]        |
| 伦敦影评人协会         | 2022年2月6日   | 年度女演员           | 佩内洛普·克鲁兹                                                                                | 提名 | [ 38 ] [ 39 ] |
| 第77届电影编剧圈勋章奖 | 2022年2月9日   | 最佳影片             | 最佳影片                                                                                       | 提名 | [ 40 ]        |
| 第77届电影编剧圈勋章奖 | 2022年2月9日   | 最佳导演             | 佩德罗·阿尔莫多瓦                                                                              | 提名 | [ 40 ]        |
| 第77届电影编剧圈勋章奖 | 2022年2月9日   | 最佳女主角           | 佩内洛普·克鲁兹                                                                                | 提名 | [ 40 ]        |
| 第77届电影编剧圈勋章奖 | 2022年2月9日   | 最佳女配角           | 米莱娜·史密特                                                                                  | 提名 | [ 40 ]        |
| 第77届电影编剧圈勋章奖 | 2022年2月9日   | 最佳摄影             | 何塞·路易斯·阿尔卡因                                                                           | 提名 | [ 40 ]        |
| 第77届电影编剧圈勋章奖 | 2022年2月9日   | 最佳配乐             | 阿尔贝托·伊格莱西亚斯                                                                          | 提名 | [ 40 ]        |
| 哥雅獎                 | 2022年2月12日  | 最佳影片             | 《平行母亲》                                                                                   | 提名 | [ 41 ] [ 42 ] |
| 哥雅獎                 | 2022年2月12日  | 最佳导演             | 佩德罗·阿尔莫多瓦尔                                                                            | 提名 | [ 41 ] [ 42 ] |
| 哥雅獎                 | 2022年2月12日  | 最佳女主角           | 佩内洛普·克鲁兹                                                                                | 提名 | [ 41 ] [ 42 ] |
| 哥雅獎                 | 2022年2月12日  | 最佳女配角           | 艾塔娜·桑切斯-希洪                                                                             | 提名 | [ 41 ] [ 42 ] |
| 哥雅獎                 | 2022年2月12日  | 最佳女配角           | 米莱娜·史密特                                                                                  | 提名 | [ 41 ] [ 42 ] |
| 哥雅獎                 | 2022年2月12日  | 最佳女电影           | 约瑟夫·路易斯·阿尔卡因                                                                         | 提名 | [ 41 ] [ 42 ] |
| 哥雅獎                 | 2022年2月12日  | 最佳艺术指导         | 安特森·戈麦斯（Antxón Gomez）                                                                  | 提名 | [ 41 ] [ 42 ] |
| 哥雅獎                 | 2022年2月12日  | 最佳最佳音响         | 塞尔吉奥·布尔曼（Sergio Bürmann）、莱娅·卡萨诺瓦斯（Laia Casanovas）和马克·奥尔茨（Marc Orts） | 提名 | [ 41 ] [ 42 ] |
| 休斯顿影评人协会       | 2022年2月19日  | 最佳影片             | 《平行母亲》                                                                                   | 提名 | [ 43 ]        |
| 休斯顿影评人协会       | 2022年2月19日  | 最佳女主角           | 佩内洛普·克鲁兹                                                                                | 提名 | [ 43 ]        |
| 休斯顿影评人协会       | 2022年2月19日  | 最佳外语片           | 《平行母亲》                                                                                   | 提名 | [ 43 ]        |
| 凯撒电影奖             | 2022年2月25日  | 最佳外语片           | 《平行母亲》                                                                                   | 待定 | [ 44 ]        |
| 獨立精神獎             | 2022年3月6日   | 最佳外國影片         | 《平行母亲》                                                                                   | 提名 | [ 45 ]        |
| 英国电影学院奖         | 2022年3月13日  | 最佳外語片           | 《平行母亲》                                                                                   | 提名 | [ 46 ]        |
| 西班牙演员工会奖       | 2022年3月14日  | 最佳影片女主角       | 佩内洛普·克鲁兹                                                                                | 待定 | [ 47 ]        |
| 西班牙演员工会奖       | 2022年3月14日  | 最佳影片女配角       | 艾塔娜·桑切斯-希洪                                                                             | 提名 | [ 47 ]        |
| 多利安奖               | 2022年3月17日  | 最佳LGBTQ影片        | 最佳LGBTQ影片                                                                                  | 待定 | [ 48 ]        |
| 多利安奖               | 2022年3月17日  | 最佳外语片           | 最佳外语片                                                                                     | 提名 | [ 48 ]        |
| 多利安奖               | 2022年3月17日  | 最佳影片表演         | 佩内洛普·克鲁兹                                                                                | 提名 | [ 48 ]        |
| 卫星奖                 | 2022年3月18日  | 最佳剧情类电影女主角 | 佩内洛普·克鲁兹                                                                                | 提名 | [ 49 ]        |
| 卫星奖                 | 2022年3月18日  | 最佳原创剧本         | 佩德罗·阿尔莫多瓦尔                                                                            | 提名 | [ 49 ]        |
| 卫星奖                 | 2022年3月18日  | 最佳原创配乐         | 阿尔贝托·伊格莱西亚斯                                                                          | 提名 | [ 49 ]        |
| 奥斯卡金像奖           | 2022年3月27日  | 最佳女主角           | 佩内洛普·克鲁兹                                                                                | 提名 | [ 50 ]        |
| 奥斯卡金像奖           | 2022年3月27日  | 最佳原创音乐         | 阿尔贝托·伊格莱西亚斯                                                                          | 提名 | [ 50 ]        |
| GLAAD媒體獎            | 2022年4月2日   | 最佳小规模发行电影   | 《平行母亲》                                                                                   | 獲獎 | [ 51 ]        |
| 伊比利亚美洲电影白金奖 | 2022年5月1日   | 最佳影片             | 最佳影片                                                                                       | 提名 | [ 52 ] [ 53 ] |
| 伊比利亚美洲电影白金奖 | 2022年5月1日   | 最佳导演             | 佩德罗·阿尔莫多瓦尔                                                                            | 提名 | [ 52 ] [ 53 ] |
| 伊比利亚美洲电影白金奖 | 2022年5月1日   | 最佳原创配乐         | 阿尔贝托·伊格莱西亚斯                                                                          | 獲獎 | [ 52 ] [ 53 ] |
| 伊比利亚美洲电影白金奖 | 2022年5月1日   | 最佳女主角           | 佩内洛普·克鲁兹                                                                                | 提名 | [ 52 ] [ 53 ] |
| 伊比利亚美洲电影白金奖 | 2022年5月1日   | 最佳女配角           | 艾塔娜·桑切斯-希洪                                                                             | 獲獎 | [ 52 ] [ 53 ] |
| 伊比利亚美洲电影白金奖 | 2022年5月1日   | 最佳女配角           | 米莱娜·斯密特                                                                                  | 提名 | [ 52 ] [ 53 ] |
| 伊比利亚美洲电影白金奖 | 2022年5月1日   | 最佳艺术指导         | 安雄·戈麦斯                                                                                    | 獲獎 | [ 52 ] [ 53 ] |
| 歐洲電影獎             | 2022年12月10日 | 最佳女主角           | 佩内洛普·克鲁兹                                                                                | 提名 | [ 54 ]        |